# فرانس باولس
فرانس باولس (بالإنجليزية: Frans Pauwels)‏ ولد بتاريخ 8 سبتمبر 1918 في بلجيكا، وتوفي في 24 يناير 2001 في ممفيس، الولايات المتحدة، كان دراج هولندي.

## روابط خارجية
- فرانس باولس على موقع أرشيف الدراجات (الإنجليزية)
- فرانس باولس على موقع إحصائيات الدراجات الإحترافية (الإنجليزية)